# Гарачухур
Гарачухур (азерб. Qaraçuxur) — посёлок в административном подчинении Сураханского района города Баку, Азербайджан. Расположен в 15 км от железнодорожной станции Баку.
Основан как посёлок при нефтепромысле имени Кагановича. Статус посёлка городского типа с 1936 года. До 1957 года носил название Посёлок имени Кагановича, с 1957 по 1964 г. — Карачухур, с 1964 по 1992 год — Серебровский.
По данным БСЭ в посёлке размещался Бакинский комбинат стройматериалов.
Административно в состав Карачухура входит крупный жилищный массив Ени Гюнешли.

## Население
| 1959 | 1970   | 1974  | 1979   | 1989   | 2011   |
| ---- | ------ | ----- | ------ | ------ | ------ |
| 8695 | 10 627 | 11400 | 13 080 | 46 377 | 79 500 |

## Достопримечательности
В Карачухуре находится одна из крупнейших бакинских мечетей — «Мечеть Гарачухур», воздвигнутая в 1990-х годах.